# Décès en 1136
Décès
- 1132
- 1133
- 1134
- 1135
- 1136
- 1137
- 1138
- 1139
- 1140

Cette page dresse une liste de personnalités mortes au cours de l'année 1136 :
- 15 avril : Richard de Clare, lord de Clare (Suffolk), de Tonbridge (Kent) en Angleterre et de Cardigan (ou Ceredigion) dans le Pays de Galles.
- 24 mai : Hugues de Payns Ier maître de l'Ordre du Temple
- 27 juillet : Guigues Ier le Chartreux, 5e prieur de la Grande-Chartreuse.
- 15 novembre : Léopold III d'Autriche, margrave d'Autriche.
- 21 novembre : Guillaume de Corbeil, archevêque de Cantorbéry.
- 14 décembre : Harald IV de Norvège, roi de Norvège.

- Abraham bar Hiyya Hanassi, rabbin, mathématicien, astronome et philosophe.
- Conrad II de Luxembourg, comte de Luxembourg.
- Guillaume VI d'Auvergne, comte d'Auvergne.
- Gwenllian ferch Gruffydd, princesse galloise.
- Jutta von Sponheim, noble allemande et anachorète au couvent des bénédictines de Disibodenberg.
- Sasso, cardinal italien.

## Crédit d'auteurs
- Cet article est partiellement ou en totalité issu de l'article intitulé « 1136 » (voir la liste des auteurs).